# Peter Pex
Peter Pex (n. 5 iunie 1946, Zutphen, Gelderland, Țările de Jos) este un om politic neerlandez, membru al Parlamentului European în perioada 1999-2004 din partea Țărilor de Jos. 
1. 1 2  Deputații în Parlamentul European